# بنك بنغلاديش الإسلامي المحدود
بنك بنجلاديش الإسلامي المحدود. (IBBL) (بالبنغالية: ইসলামী ব্যাংক বাংলাদেশ লিমিটেড)‏ هي مصرف إسلامي مقرها في بنغلاديش . تم تأسيسها في 13 مارس 1983 كشركة عامة محدودة بموجب قانون الشركات لعام 1913. لديها 36.91٪ محليين و 63.09٪ مساهمين أجانب. اعتبارًا من نوفمبر 2019 ، يمتلك 350 فرعاً بما في ذلك 59 فرع داخلي و 03 وحدات مصرفية خارجية بالإضافة إلى ما يزيد عن 13,500 موظف . بالإضافة إلى ذلك، يحتفظ البنك بـ 621 كشك صراف آلي و 33 آلة إيداع الخاصة بها، إلى جانب 6000 شبكة صراف آلي مشتركة في جميع أنحاء البلاد. تقوم بتعبئة حوالي 29٪ من حوالات الدولة. في عام 2015 ، تخدم 3,903.21 مليون دولار أمريكي من أصل 15,316.75 مليون دولار أمريكي من إجمالي تحويلات الدول. على هذا النحو، وهي أكبر شبكة مصرفية خاصة في بنغلاديش. عندما تم تأسيسه، كان أول بنك في جنوب شرق آسيا يقدم الخدمات المصرفية على أساس الشريعة الإسلامية . البنك مدرج في كل من شركة دكا للأوراق المالية وبورصة شيتاغونغ المحدودة.

## كبار المساهمين
- البنك الإسلامي للتنمية [7] (البنك الإسلامي أكبر مستثمر مؤسسي في بنجلاديش. خفضت حصتها من 7.5٪ إلى 2.1٪ بعد «استحواذ» الحكومة المثير للجدل لعام 2017) [8]
- بنك دبي الإسلامي
- بيت التمويل الكويتي
- بنك لوكسمبورج الإسلامي
- ثلاثة وزراء دولة الكويت
- مصرف الراجحي

63٪ من المساهمين المالكين للبنك أعلاه و 60.000 شخص من بنجلاديش هم أصحاب نسبة المساهمة المتبقية 37 في المائة.

## روابط خارجية
- الموقع الرسمي IBBL نسخة محفوظة 13 مايو 2020 على موقع واي باك مشين.